# Anoxia affinis
Anoxia affinis är en skalbaggsart som beskrevs av Fischer 1844. Anoxia affinis ingår i släktet Anoxia och familjen Melolonthidae. Inga underarter finns listade i Catalogue of Life.